# Liste der Naturdenkmale in Baruth/Mark

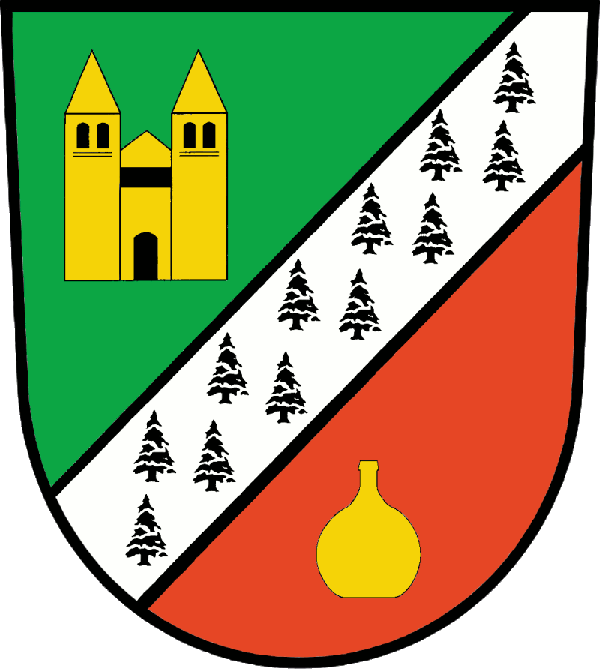
Wappen von Baruth-Mark

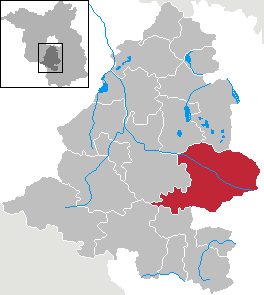
Lage von Baruth/Mark

Die Liste der Naturdenkmale in Baruth/Mark enthält die Naturdenkmale der brandenburgischen Stadt Baruth/Mark und ihrer Ortsteile, welche durch Rechtsverordnung geschützt sind. Naturdenkmäler sind Einzelschöpfungen der Natur, deren Erhaltung wegen ihres beeindruckenden Aussehen, ihrer Seltenheit, ihren Alter oder ihrer Eigenart sowie ihrer ökologischen, wissenschaftlichen, geschichtlichen, volks- oder heimatkundlichen Bedeutung im öffentlichen Interesse liegt oder den Landschaftsraum prägen. Grundlage sind die Veröffentlichungen des Landkreises Teltow-Fläming, wo durch die entsprechenden staatlichen Behörden per Rechtsverordnung oder Gesetz die Naturdenkmale festgesetzt wurden. Dabei wird durch die Festsetzung in 4 verschiedene Kategorien unterschieden:
- Bäume – „Bäume, Baumreihen, Baumgruppen, Alleen, Relikte natürlicher Wälder“[3]
- Findlinge[4]
- Naturdenkmal nass – „Hohlformen, Quellen/Salzaustritte, Moore, Moorseen, Feuchtwiesen, natürliche Bachläufe“[5]
- Naturdenkmal trocken – „Erosionsrinnen, Trockentäler, Dünen, Trockenhänge, Heiden, Erdfälle, Trockenrasen“[6]

## Legende
In den Spalten befinden sich folgende Informationen:
- Nr.: Identifizierungsnummer nach veröffentlichter Liste. Sie wird von der unteren Naturschutzbehörde des Landkreises oder der kreisfreien Stadt vergeben. Wenn sie bekannt ist, wird sie angegeben. In dieser Spalte kann sich zusätzlich das Wort Wikidata befinden, der entsprechende Link führt zu Angaben zu diesem Naturdenkmal bei Wikidata.
- Bezeichnung: Benennung des Naturdenkmals, in der Regel wird bei Bäume die Baumart genannt. Bekannte Eigennamen werden mit angegeben.
- Gemarkung: Ort oder Gemarkung, in der sich das Naturdenkmal befindet
- Lage: Nennt die Lage des Naturdenkmals im jeweiligen Ortsteil und die geografischen Koordinaten des Naturdenkmals. Link zu einem Kartenansichtstool, um Koordinaten zu setzen. In der Kartenansicht sind Naturdenkmale ohne Koordinaten mit einem roten beziehungsweise orangen Marker dargestellt und können in der Karte gesetzt werden. Denkmale ohne Bild sind mit einem blauen bzw. roten Marker gekennzeichnet, Denkmale mit Bild mit einem grünen beziehungsweise orangen Marker.
- Beschreibung: die Beschreibung des Naturdenkmales
- Schutzzweck: Erläutert den Grund der Unterschutzstellung
- Bild: Zeigt ein Bild des Naturdenkmales und gegebenenfalls ein Link zu weiteren Fotos im Medienarchiv Wikimedia Commons

## Baruth

### Bäume
| Bild                           | Bezeichnung                               | Lage | Beschreibung                                                 | Schutzzweck                                                            | Nummer                                  |
| ------------------------------ | ----------------------------------------- | --- | ------------------------------------------------------------ | ---------------------------------------------------------------------- | --------------------------------------- |
| BW                             | Eiben (Eibe (Taxus baccata) (Baumgruppe)) | Baruth/Mark, vor dem Frauenhaus; Flur 5, Flurstück 767 (52° 3′ 3,3″ N, 13° 30′ 21″ O)                                                              | 3 Bäume                                                      | Eigenart (Alter, Größe)                                                | Blattnummer: 233, Registernummer: B0610 |
| BW                             | Eiche (Baum)                              | Baruth/Mark, B96, 0,75 km SSO Kirche, vor Supermarkt; Flur 5, Flurstück 758 (hist. 415/1) (52° 2′ 35,2″ N, 13° 30′ 17,5″ O)                        | ehemalig                                                     | Eigenart (Alter, Größe)                                                | Blattnummer: 281, Registernummer: B0611 |
| BW                             | Weiße Maulbeere (Morus alba) (Baum)       | Baruth/Mark, rechts am Eingang der Oberförsterei (Ernst-Thälmann-Platz), 0,37 km SSW Kirche; Flur 6, Flurstück 58/1 (52° 2′ 49″ N, 13° 30′ 2,3″ O) |                                                              | Eigenart (Größe), Wissenschaftliche Bedeutung (Dendrologie)            | Blattnummer: 228, Registernummer: B0612 |
| BW                             | Schwarznuss ((Juglans nigra)) (Baum)      | Baruth/Mark, am Frauenberg, W Feuerwachturm, 1,05 km SW Kirche; Flur 6, Flurstück 197, 198 (52° 2′ 38″ N, 13° 29′ 30,6″ O)                         |                                                              | Schönheit (Landschaftsbild), Wissenschaftliche Bedeutung (Dendrologie) | Blattnummer: 227, Registernummer: B0613 |
| BW                             | Stieleichen (Quercus robur) (Baumgruppe)  | Baruth/Mark, Forsthaus am Frauenberg (Luckenwalder Straße 22), 0,65 km SW Kirche; Flur 6, Flurstück 80/2 (52° 2′ 43″ N, 13° 29′ 52″ O)             | 3 Bäume                                                      | Eigenart (Alter, Größe)                                                | Blattnummer: 231, Registernummer: B0614 |
| BW                             | Stieleiche (Quercus robur) (Baum)         | Baruth/Mark, Seemannslust 1; Flur 2, Flurstück 45 (52° 3′ 42,9″ N, 13° 30′ 14,5″ O)                                                                |                                                              | Eigenart (Alter, Größe)                                                | Blattnummer: 226, Registernummer: B0628 |
| BW                             | Stieleiche (Quercus robur) (Baum)         | Baruth/Mark, 0,6 km SSW Kirche, W Friedhof; Flur 6, Flurstück 151/3 (52° 2′ 41,7″ N, 13° 29′ 56,4″ O)                                              | neben Friedhof Baruth, Zugang über Luckenwalder Straße 12/14 | Eigenart (Alter, Größe)                                                | Blattnummer: 234, Registernummer: B0829 |
| BW                             | Baumgruppe Eibe (Taxus baccata)           | Baruth/Mark, Gelände Gemeindeverwaltung (Ernst-Thälmann-Platz), Flur 6, Flurstück 334, 394 (52° 2′ 47,7″ N, 13° 30′ 6″ O)                          | 7 Bäume                                                      | Eigenart (Alter, Größe), Seltenheit                                    | Blattnummer: 230, Registernummer: B0863 |
| BW                             | Waldkiefer (Pinus sylvestris) (Baum)      | Baruth/Mark, Amselweg, Rückseite Rudolf-Breitscheid-Str. 69, Flur 5, Flurstück 456 (52° 2′ 22,2″ N, 13° 30′ 24,2″ O)                               | im Waldstück, Zugang über Amselweg 5                         | Eigenart (Wuchsform, Schönheit)                                        | Blattnummer: 232, Registernummer: B0903 |
| Weitere Bilder Fotos hochladen | Sumpfzypresse (Taxodium distichum)        | Baruth/Mark, Schlosspark, östlich Schloss, Flur 5, Flurstück 142/3, 768 (52° 3′ 3,1″ N, 13° 30′ 29,6″ O)                                           |                                                              | Eigenart (Alter, Größe), Schönheit (Landschaftsbild)                   | Blattnummer: 225, Registernummer: B0908 |

### Naturdenkmal Trocken
| Bild | Bezeichnung             | Lage                                                                                                   | Beschreibung | Schutzzweck                   | Nummer                                |
| ---- | ----------------------- | --- | ------------ | ----------------------------- | ------------------------------------- |
| BW   | Kiesgrube Klein Ziescht | 1,7 km SSO Kirche, O Spitzenberge; Flur 2 bzw. 5, Flurstück 17 u. 523 (52° 2′ 0,9″ N, 13° 30′ 39,1″ O) | Trockenhang  | Naturgeschichtliche Bedeutung | Blattnummer: 9, Registernummer: T0076 |

## Dornswalde

### Bäume
| Bild                                    | Bezeichnung                                                            | Lage | Beschreibung                                                                   | Schutzzweck                                          | Nummer                                  |
| --------------------------------------- | ---------------------------------------------------------------------- | --- | ------------------------------------------------------------------------------ | ---------------------------------------------------- | --------------------------------------- |
| BW                                      | Märchenwald - Relikt natürlicher Wälder, Waldkiefer (Pinus sylvestris) | Dornswalde, 1,5 km NO Denkmal Forstabteilung 144 a7, Flur 1, Flurstück 27 (52° 3′ 23,8″ N, 13° 37′ 12,1″ O) | unbestimmte Anzahl von Bäumen; ursprünglich als Trockendenkmal geführt (T0360) | Naturgeschichtliche Bedeutung                        | Blattnummer: 237, Registernummer: B0360 |
| BW                                      | Friedenseiche (Baum)                                                   | Dornswalde, Verkehrsinsel im Dorfmittelpunkt; Flur 4, Flurstück 7/1 (52° 2′ 49,3″ N, 13° 36′ 1″ O)          | ehemalig                                                                       | Schönheit (Ortsbild), Landeskundliche Bedeutung      | Blattnummer: 301, Registernummer: B0644 |
| BW                                      | Stieleiche (Quercus robur) (Baum)                                      | Dornswalde, 2,7 km SO Denkmal; Flur 6, Flurstück 123 (Neue Wiese) (52° 1′ 32,4″ N, 13° 37′ 6,9″ O)          |                                                                                | Eigenart (Alter, Größe), Schönheit (Landschaftsbild) | Blattnummer: 236, Registernummer: B0645 |
| Direkt Bild zu diesem Denkmal hochladen | Linde (Baum)                                                           | Dornswalde,, Staakower Weg, 0,1 km O Denkmal; Flur 4, Flurstück 7/1 ()                                      | ehemalig                                                                       | Eigenart (Alter, Größe, Ausbildungsform)             | Blattnummer: 264, Registernummer: B0866 |

## Groß Ziescht

### Bäume
| Bild                           | Bezeichnung                       | Lage                                                                                                | Beschreibung | Schutzzweck                              | Nummer                                  |
| ------------------------------ | --------------------------------- | --------------------------------------------------------------------------------------------------- | ------------ | ---------------------------------------- | --------------------------------------- |
| Weitere Bilder Fotos hochladen | Eiche (Baum)                      | Groß-Ziescht, S am Kirchhof; Flur 4, Flurstück 13, 152 (hist. 8) (51° 59′ 13,2″ N, 13° 29′ 21,1″ O) | ehemalig     | Eigenart (Alter, Größe, Ausbildungsform) | Blattnummer: 287, Registernummer: B0615 |
| Weitere Bilder Fotos hochladen | Esche (Fraxinus excelsior) (Baum) | Groß-Ziescht, Kirchhof, S an der Kirche; Flur 4, Flurstück 11 (51° 59′ 13,7″ N, 13° 29′ 21,8″ O)    |              | Eigenart (Alter, Größe)                  | Blattnummer: 238, Registernummer: B0616 |

## Horstwalde

### Bäume
| Bild                                    | Bezeichnung                                                                | Lage | Beschreibung                                  | Schutzzweck                                                           | Nummer                                  |
| --------------------------------------- | -------------------------------------------------------------------------- | --- | --------------------------------------------- | --------------------------------------------------------------------- | --------------------------------------- |
| BW                                      | Zwei Eichen Stieleiche (Quercus robur) (Baumgruppe)                        | Horstwalde, Horstmühle, wenig SW; Flur 3, Flurstück 125, 259 (hist. 190) (52° 3′ 59,8″ N, 13° 22′ 57,1″ O)                                                                                               | an der Horstmühle, nahe Horstgraben           | Eigenart (Alter, Größe)                                               | Blattnummer: 243, Registernummer: B0382 |
| Direkt Bild zu diesem Denkmal hochladen | Eiche (Baum)                                                               | Horstwalde, 3,6 km ONO Ortsmitte, O Weg nach Wunder, O Mückendorfer Graben; Flur 6, Flurstück 44270 ()                                                                                                   | ehemalig                                      | Eigenart (Alter, Größe), Seltenheit (lokal)                           | Blattnummer: 308, Registernummer: B0618 |
| BW                                      | Waldkiefer (Pinus sylvestris), Traubeneiche (Quercus petraea) (Baumgruppe) | Horstwalde und Mückendorf, 3,7 km ONO Ortsmitte, Revier Wunder, Flur 6; 7 (Horstwalde) und 1 (Mückendorf), Flurstück 14, 15/3; 3 (Horstwalde) und 1, 2, 19 (Mückendorf) (52° 6′ 4,7″ N, 13° 27′ 13,1″ O) | nördlich Mückendorfer Graben                  | Eigenart (Alter, Größe, Ausbildungsform)                              | Blattnummer: 246, Registernummer: B0619 |
| BW                                      | Winterlinde (Tilia cordata) (Baum)                                         | Horstwalde, 3,6 km NO Friedhof, ehemalige Ortslage Wunder, Flur 6, Flurstück 1, 2/5, 3 (52° 6′ 34,1″ N, 13° 26′ 53,6″ O)                                                                                 | westlich Adlerhorstgraben/Mückendorfer Graben | Eigenart (Alter, Größe), Landeskundliche Bedeutung                    | Blattnummer: 240, Registernummer: B0620 |
| BW                                      | Waldkiefer (Pinus sylvestris) (Baum)                                       | Horstwalde, 3,7 km ONO Ortsmitte, Revier Wunder, Flur 7, Flurstück 3 (52° 6′ 0,7″ N, 13° 27′ 9,3″ O) | nördlich Mückendorfer Graben                  | Eigenart (Alter, Größe, Ausbildungsform)                              | Blattnummer: 242, Registernummer: B0621 |
| BW                                      | Stieleiche (Baum)                                                          | Horstwalde, An der Düne (Hauptstraße), Abzweig zur Verkehrsversuchsanlage; Flur 2, Flurstück 79/2, 81/2 (52° 4′ 59,8″ N, 13° 24′ 7,6″ O)                                                                 | ehemalig                                      | Eigenart (Alter, Größe, Ausbildungsform)                              | Blattnummer: 293, Registernummer: B0821 |
| BW                                      | Eichenreihe Stieleiche (Quercus robur) (Baumreihe)                         | Horstwalde, 1,3 km W Friedhof, Weg nach Schönefeld; Flur 3 und 5, Flurstück 71, 72; 54, 55 und 57–61, 67, 78 (52° 4′ 55,1″ N, 13° 22′ 48,7″ O)                                                           | 22 Bäume                                      | Eigenart (Alter, Größe, Ausbildungsform), Schönheit (Landschaftsbild) | Blattnummer: 244, Registernummer: B0823 |
| Direkt Bild zu diesem Denkmal hochladen | Zwei Linden in Lindenreihe (Baumgruppe)                                    | Horstwalde, Hauptstr., vor der Schlosserei; Flur 2, Flurstück 94, 241, 548, 97/58, () | ehemalig                                      | Eigenart (Alter, Größe, Ausbildungsform)                              | Blattnummer: 315, Registernummer: B0824 |
| BW                                      | Dorflinde Horstwalde Linde (Tilia spec.) (Baum)                            | Horstwalde, 0,8 km W Friedhof; Flur 2, Flurstück 7/1, 8 (52° 4′ 59,2″ N, 13° 24′ 6,1″ O) |                                               | Eigenart (Alter, Größe), Schönheit (Ortsbild)                         | Blattnummer: 241, Registernummer: B0877 |

### Naturdenkmale Trocken
| Bild            | Bezeichnung        | Lage | Beschreibung | Schutzzweck                | Nummer                                |
| --------------- | ------------------ | --- | ------------ | -------------------------- | ------------------------------------- |
| Fotos hochladen | Parabeldüne (Düne) | Horstwalde, 800 m N-O; Flur 4; 5, 6; 8 Flurstück 14; 7, 8, 9, 10; 15/1, 15/2; 10/2 (52° 5′ 4,9″ N, 13° 23′ 56,2″ O) |              | naturgeschichtliche Gründe | Blattnummer: 8, Registernummer: T0945 |

## Kemlitz

### Bäume
| Bild                                    | Bezeichnung                          | Lage                                                                                   | Beschreibung                           | Schutzzweck | Nummer                                  |
| --------------------------------------- | ------------------------------------ | -------------------------------------------------------------------------------------- | -------------------------------------- | --- | --------------------------------------- |
| Direkt Bild zu diesem Denkmal hochladen | Zwei Eichen (Baumgruppen)            | Kemlitz, 2,7 km OSO Kirche, Rev. Johannismühle, Abteilung 160, Flur 5, Flurstück 13 () | ehemalig                               | Seltenheit (lokal), Naturhistorische Bedeutung                                                                                                  | Blattnummer: 295, Registernummer: B0624 |
| BW                                      | Kirchhoflinde (Tilia spec.) (Baum)   | Kemlitz, Kirchhof, Flur 2, Flurstück 28 (52° 0′ 39,1″ N, 13° 28′ 11,6″ O)              |                                        | Eigenart (Alter, Größe), Schönheit (Ortsbild)                                                                                                   | Blattnummer: 248, Registernummer: B0868 |
| BW                                      | Ulme (Ulmus spec.) (Baum)            | Kemlitz, Kirchhof, Flur 2, Flurstück 28 (52° 0′ 38,9″ N, 13° 28′ 12,9″ O)              | ehemalig, 2020 Schutzstatus aufgehoben | Eigenart (Alter, Größe), Schönheit (Ortsbild), Grund für Aufhebung: keine herausgehobene Bedeutung zu Objekten der gleichen Art (Alter; Umfang) | Blattnummer: 247, Registernummer: B0937 |
| BW                                      | Maulbeere (Morus spec.) (Baumgruppe) | Kemlitz, Kirchhof, Flur 2, Flurstück 28 (52° 0′ 39,1″ N, 13° 28′ 13,2″ O)              | 4 Bäume                                | Eigenart (Alter, Größe), Schönheit (Ortsbild), Seltenheit, landeskundliche Gründe                                                               | Blattnummer: 250, Registernummer: B0938 |

## Klasdorf

### Bäume
| Bild                                    | Bezeichnung                                                                          | Lage | Beschreibung                        | Schutzzweck                                                      | Nummer                                  |
| --------------------------------------- | ------------------------------------------------------------------------------------ | --- | ----------------------------------- | ---------------------------------------------------------------- | --------------------------------------- |
| Direkt Bild zu diesem Denkmal hochladen | Linde (Baum)                                                                         | Klasdorf, Glashütte, O am Hüttenstrang; Flur 7, 11, Flurstück 30, 31; 44. 74, 75 ()                                                                                 | ehemalig                            | Schönheit (Ortsbild)                                             | Blattnummer: 299, Registernummer: B0656 |
| BW                                      | Sumpfzypresse (Taxodium distichum) (Baum)                                            | Klasdorf, Glashütte, O-Teil, W alte Schule; Flur 11, Flurstück 88 (52° 1′ 35,8″ N, 13° 35′ 2″ O)                                                                    | am Hüttenweg, neben Findlingsgarten | Schönheit (Ortsbild), Wissenschaftliche Bedeutung (Dendrologie)  | Blattnummer: 253, Registernummer: B0657 |
| BW                                      | Stieleiche (Quercus robur) (Baum)                                                    | Klasdorf, Glashütte, O Ort auf Wiese, 0,6 km O Neue Hütte; Flur 11, Flurstück 9 (52° 1′ 39,7″ N, 13° 35′ 11,9″ O)                                                   | nordöstlich Museumsdorf             | Eigenart (Alter, Größe), Schönheit (Landschaftsbild)             | Blattnummer: 252, Registernummer: B0658 |
| Direkt Bild zu diesem Denkmal hochladen | Eichen (Baumgruppe)                                                                  | Klasdorf, Glashütte, am nordöstlichen Ortsrand, 0,35 km O Neue Hütte; Flur 11, Flurstück 60, 64, 65 (hist. 1) ()                                                    | ehemalig                            | Eigenart (Alter, Größe)                                          | Blattnummer: 296, Registernummer: B0659 |
| Fotos hochladen                         | Dorfeiche Klasdorf (Baum)                                                            | Klasdorf, Klasdorf, 0,2 km NW Ortszentrum Dornswalde, Staakower Weg, 0,1 km O Denkmal; Flur 1, Flurstück 95 (52° 1′ 30,3″ N, 13° 33′ 12,7″ O)                       | ehemalig                            | Eigenart (Ausbildungsform), Schönheit (Ortsbild)                 | Blattnummer: 263, Registernummer: B0872 |
| Direkt Bild zu diesem Denkmal hochladen | Ruhls Eiche (Baum)                                                                   | Klasdorf, Klasdorf, 0,3 km S Ortszentrum, Weg zur Schäferei; Flur 1, Flurstück 129, 131/1 ()                                                                        | ehemalig                            | Eigenart (Alter)                                                 | Blattnummer: 260, Registernummer: B0873 |
| Weitere Bilder Fotos hochladen          | Bosdorfs Eiche - Stieleiche (Quercus robur) (Baum)                                   | Klasdorf, Glashütte, 0,5 km O Ortszentrum Ortsausgang links; Flur 11, Flurstück 104 (52° 1′ 34,7″ N, 13° 35′ 5″ O)                                                  |                                     | Eigenart (Alter, Größe, Ausbildungsform), landeskundliche Gründe | Blattnummer: 251, Registernummer: B0874 |
| BW                                      | Pechhüttenkiefern, Waldkiefer (Pinus sylvestris) bei Kretschmanns Hütte (Baumgruppe) | Klasdorf, Glashütte, südlicher Ortsrand (Klasdorf, 1,6 km ONO Ortszentrum); Flur 7, 11, Flurstück 34 bzw. 74, 75 (hist. 40/2), 44 (52° 1′ 35,4″ N, 13° 34′ 45,5″ O) | Gruppe von 37 Bäume am Waldrand     | Landeskundliche Bedeutung                                        | Blattnummer: 254, Registernummer: B0875 |

### Naturdenkmal Nass
| Bild | Bezeichnung                             | Lage | Beschreibung | Schutzzweck                                                | Nummer                                 |
| ---- | --------------------------------------- | --- | ------------ | ---------------------------------------------------------- | -------------------------------------- |
| BW   | Quellgebiet Johannismühle (Quellgebiet) | Klasdorf, 2,0 km WSW Ortszentrum, NO Forsthaus Johannismühle; Flur 2, Flurstück 63, 73 (Sondergebiet, jeweils nur Wiese) (52° 1′ 3,2″ N, 13° 31′ 40,9″ O) |              | Erdgeschichtliche Bedeutung, Naturgeschichtliche Bedeutung | Blattnummer: 76, Registernummer: N0091 |
| BW   | Quellgebiet (Quellgebiet)               | Klasdorf, Johannismühle; Flur 2, Flurstück 15, 45, 63, 73–76 (52° 1′ 0″ N, 13° 31′ 47,2″ O)                                                               |              | Erdgeschichtliche Bedeutung, Naturgeschichtliche Bedeutung | Blattnummer: 75, Registernummer: N0377 |

## Ließen

### Bäume
| Bild                           | Bezeichnung                | Lage                                                                                    | Beschreibung | Schutzzweck                            | Nummer                                  |
| ------------------------------ | -------------------------- | --------------------------------------------------------------------------------------- | ------------ | -------------------------------------- | --------------------------------------- |
| Weitere Bilder Fotos hochladen | Linde (Tilia spec.) (Baum) | Ließen, nördlich der Kirche; Flur 2, Flurstück 7, 241 (52° 0′ 0,7″ N, 13° 20′ 37,3″ O)  |              | Eigenart (Alter, Größe)                | Blattnummer: 257, Registernummer: B0400 |
| Weitere Bilder Fotos hochladen | Eichenreihe (Baumreihe)    | Ließen, 0,25 km W Kirche; Flur 2, Flurstück 158, 160/2 (52° 0′ 0,7″ N, 13° 20′ 37,3″ O) | ehemalig     | Eigenart (Alter), Schönheit (Ortsbild) | Blattnummer: 278, Registernummer: B0401 |

### Findlinge
| Bild                                    | Bezeichnung | Lage                                                           | Beschreibung | Schutzzweck                                                | Nummer                                 |
| --------------------------------------- | ----------- | -------------------------------------------------------------- | ------------ | ---------------------------------------------------------- | -------------------------------------- |
| Direkt Bild zu diesem Denkmal hochladen | Findling    | Ließen, Gelände der Jugendherberge, Flur 2, Flurstück 225/3 () | ehemalig     | Erdgeschichtliche Bedeutung, Naturgeschichtliche Bedeutung | Blattnummer: 28, Registernummer: F0591 |

## Merzdorf

### Bäume
| Bild                                    | Bezeichnung                                        | Lage | Beschreibung                                                                        | Schutzzweck                                                                 | Nummer                                  |
| --------------------------------------- | -------------------------------------------------- | --- | ----------------------------------------------------------------------------------- | --------------------------------------------------------------------------- | --------------------------------------- |
| BW                                      | Wacholderbestand (Juniperus communis) (Baumgruppe) | Merzdorf, 2,2 km NO Kirche, 0,3 km NW Str. nach Baruth; Flur 3, Flurstück 43 (52° 0′ 36,7″ N, 13° 26′ 17,5″ O) | unbestimmte Anzahl von Bäumen im NSG Heidehof-Golmberg, Zugang von Osten über B 115 | Eigenart (Größe, Alter), wissenschaftliche Gründe (Dendrologie), Seltenheit | Blattnummer: 258, Registernummer: B0351 |
| Weitere Bilder Fotos hochladen          | Winterlinde (Tilia cordata)(Baum)                  | Merzdorf, W Kirche; Flur 4, Flurstück 10, 11 (52° 0′ 1,1″ N, 13° 24′ 47,1″ O)                                  |                                                                                     | Eigenart (Alter, Größe)                                                     | Blattnummer: 261, Registernummer: B0402 |
| BW                                      | Stieleiche (Quercus robur) (Baum)                  | Merzdorf, N Försterei Klappgrund; Flur 2, Flurstück 6/3, 11/3 (52° 0′ 8,1″ N, 13° 24′ 57,5″ O)                 | nordöstlich Dorf, am Waldrand                                                       | Eigenart (Alter, Größe)                                                     | Blattnummer: 260, Registernummer: B0403 |
| BW                                      | Stieleiche (Quercus robur) (Baumgruppe)            | Merzdorf, Hof der Försterei Klappgrund; Flur 2, Flurstück 11/2 (52° 0′ 7,5″ N, 13° 24′ 54,2″ O)                | 6 Bäume                                                                             | Schönheit (Ortsbild)                                                        | Blattnummer: 262, Registernummer: B0404 |
| Weitere Bilder Fotos hochladen          | Bismarck-Eiche (Baum)                              | Merzdorf, W Kirchhof; Flur 4, Flurstück 11 (52° 0′ 0,6″ N, 13° 24′ 45,5″ O)                                    | ehemalig                                                                            | Schönheit (Ortsbild)                                                        | Blattnummer: 271, Registernummer: B0405 |
| Direkt Bild zu diesem Denkmal hochladen | Eiche (Baum)                                       | Merzdorf, Hof der Försterei Klappgrund, im N Winkel; Flur 2, Flurstück 44238 ()                                | ehemalig                                                                            | Eigenart (Alter, Größe)                                                     | Blattnummer: 270, Registernummer: B0408 |

### Findlinge
| Bild                           | Bezeichnung                  | Lage | Beschreibung                          | Schutzzweck | Nummer                                 |
| ------------------------------ | ---------------------------- | --- | ------------------------------------- | --- | -------------------------------------- |
| Weitere Bilder Fotos hochladen | Findling                     | Merzdorf, 0,7 km SO Kirche; im Zaun von Merzdorf 50; Flur 4, Flurstück 141 (51° 59′ 51,4″ N, 13° 25′ 5,8″ O) |                                       | Erdgeschichtliche Bedeutung, Naturgeschichtliche Bedeutung                                                        | Blattnummer: 26, Registernummer: F0594 |
| BW                             | Findling (Zum Achtzehnender) | Merzdorf, 2,1 km ONO Kirche, Meilerstellen; Flur 3, Flurstück 33/4 (52° 0′ 8,1″ N, 13° 26′ 39,6″ O)          | neben Waldschneise, südlich der B 115 | Eigenart (Ausbildungsform), Erdgeschichtliche Bedeutung, Naturgeschichtliche Bedeutung, Landeskundliche Bedeutung | Blattnummer:27, Registernummer: F0604  |

### Naturdenkmal Trocken
| Bild | Bezeichnung                | Lage | Beschreibung                | Schutzzweck                 | Nummer                                 |
| ---- | -------------------------- | --- | --------------------------- | --------------------------- | -------------------------------------- |
| BW   | Klappgrund (Erosionsrinne) | Merzdorf, 0,5 km N Kirche; Flur 2, Flurstück 6/3, 11/3, 7/2, 13, 6/2, 12 (52° 0′ 12,7″ N, 13° 24′ 59,8″ O) | im Klappgrund nördlich Dorf | erdgeschichtliche Bedeutung | Blattnummer: 10, Registernummer: T0368 |

## Paplitz

### Bäume
| Bild                                    | Bezeichnung                                   | Lage | Beschreibung | Schutzzweck                                                                       | Nummer                                  |
| --------------------------------------- | --------------------------------------------- | --- | ------------ | --------------------------------------------------------------------------------- | --------------------------------------- |
| Weitere Bilder Fotos hochladen          | 10 Eichen (Baumgruppe)                        | Paplitz, am Luisendenkmal; Flur 3, Flurstück 546 (52° 3′ 23,2″ N, 13° 28′ 10,5″ O)                                                          | ehemalig     | Schönheit (Ortsbild), Landeskundliche Bedeutung                                   | Blattnummer: 266, Registernummer: B0691 |
| Direkt Bild zu diesem Denkmal hochladen | Eiche (Baum)                                  | Paplitz, nördl. Ortsteil, O-Rand; Flur 3, Flurstück 551, 338 ()                                                                             | ehemalig     | Eigenart (Alter, Größe, Ausbildungsform)                                          | Blattnummer: 267, Registernummer: B0692 |
| BW                                      | Stieleiche (Quercus robur) (Baum)             | Paplitz, Schöbendorf, 2,1 km NNO; Hauptkreuzung, O-Spitze NSG Schöbendorfer Busch, Flur 10, Flurstück 253 (52° 4′ 13,7″ N, 13° 26′ 28,4″ O) |              | Eigenart (Alter, Größe) Schönheit (Landschaftsbild)                               | Blattnummer: 283, Registernummer: B0710 |
| Weitere Bilder Fotos hochladen          | Stieleiche (Baum)                             | Paplitz, Eichengrund; Flur 3, Flurstück 548, 492 (52° 3′ 36,7″ N, 13° 28′ 18,5″ O)                                                          | ehemalig     | Eigenart (Alter, Größe, Ausbildungsform)                                          | Blattnummer: 317, Registernummer: B0825 |
| Direkt Bild zu diesem Denkmal hochladen | Stieleiche (Baum)                             | Paplitz, Dorfstraße; Flur 3, Flurstück 97/72 ()                                                                                             | ehemalig     | Eigenart (Alter, Größe, Ausbildungsform)                                          | Blattnummer: 316, Registernummer: B0826 |
| BW                                      | Drei Stieleichen (Quercus robur) (Baumgruppe) | Paplitz, nördlich Ortsteil, 0,1 – 0,4 km W Ortsrand; Flur 8; 9, Flurstück 156, 157; 124, 137 (52° 3′ 19,6″ N, 13° 27′ 55,1″ O)              |              | Eigenart (Alter, Größe)                                                           | Blattnummer: 266, Registernummer: B0827 |
| BW                                      | Stieleiche (Quercus robur) (Baum)             | Paplitz, Eichengrund 1; Flur 8, Flurstück 57 (52° 3′ 21,8″ N, 13° 28′ 11,9″ O)                                                              |              | Eigenart (Alter, Größe, Ausbildungsform)                                          | Blattnummer: 267, Registernummer: B0828 |
| BW                                      | Traubeneiche (Quercus petrea) (Baum)          | Paplitz, 1200 m nordöstlich Bombachhaus; Flur 10, Flurstück 253 (52° 4′ 17,7″ N, 13° 26′ 23,7″ O)                                           |              | Eigenart (Alter, Größe, Ausbildungsform), Schönheit (Landschaftsbild), Seltenheit | Blattnummer: 268, Registernummer: B0934 |
| BW                                      | Traubeneiche (Quercus petrea) (Baum)          | Paplitz, 1200 m nordöstlich Bombachhaus; Flur 10, Flurstück 253 (52° 4′ 18,1″ N, 13° 26′ 22,6″ O)                                           |              | Eigenart (Alter, Größe, Ausbildungsform), Schönheit (Landschaftsbild), Seltenheit | Blattnummer: 263, Registernummer: B0935 |

### Naturdenkmal Trocken
| Bild | Bezeichnung      | Lage                                                                                   | Beschreibung                                | Schutzzweck                 | Nummer                                 |
| ---- | ---------------- | -------------------------------------------------------------------------------------- | ------------------------------------------- | --------------------------- | -------------------------------------- |
| BW   | Düne, Aufschluss | Paplitz, 1,0 km NO Kirche; Flur 11, Flurstück 137, 138 (52° 3′ 22,5″ N, 13° 28′ 58″ O) | östlich Dorf, Zugang über Weg im Posenacker | erdgeschichtliche Bedeutung | Blattnummer: 11, Registernummer: T0083 |

## Petkus

### Bäume
| Bild                                    | Bezeichnung                                                               | Lage | Beschreibung | Schutzzweck                               | Nummer                                  |
| --------------------------------------- | ------------------------------------------------------------------------- | --- | ------------ | ----------------------------------------- | --------------------------------------- |
| Direkt Bild zu diesem Denkmal hochladen | Linde (Baum)                                                              | Petkus, Friedhof, südliche Mauer (Kriegsgräber); Flur 1, Flurstück 84/2 ()                                                                                    | ehemalig     | Eigenart (Alter)                          | Blattnummer: 292, Registernummer: B0540 |
| BW                                      | Kalifornische Flußzeder (Calocedrus decurrens=Rauchzypresse) (Baumgruppe) | Petkus, Schenkendorfer Weg (DRK Rettungswache) (hinter ehem. Kindergarten, später Landambulatorium); Flur 1, Flurstück 262 (51° 58′ 59,4″ N, 13° 21′ 13,4″ O) | 2 Bäume      | Wissenschaftliche Bedeutung (Dendrologie) | Blattnummer: 276, Registernummer: B0541 |
| Weitere Bilder Fotos hochladen          | Eiche (Baum)                                                              | Petkus, vor Gutshaus; Flur 1, Flurstück 252 (hist. 213) (51° 59′ 9,9″ N, 13° 21′ 25″ O)                                                                       | ehemalig     | Eigenart (Alter, Größe)                   | Blattnummer: 291, Registernummer: B0542 |
| Direkt Bild zu diesem Denkmal hochladen | Eiche (Baum)                                                              | Petkus, O Gutshaus; Flur 1, Flurstück 220 (hist. 195/2) () | ehemalig     | Eigenart (Alter, Größe)                   | Blattnummer: 318, Registernummer: B0543 |
| Direkt Bild zu diesem Denkmal hochladen | Linde (Baum)                                                              | Petkus, O Gutshaus; Flur 1, Flurstück 220, 252 () | ehemalig     | Eigenart (Alter, Größe)                   | Blattnummer: 289, Registernummer: B0544 |
| Direkt Bild zu diesem Denkmal hochladen | Buche (Baum)                                                              | Petkus, Grundstück gegenüber Friedhof (Eingang); Flur 1, Flurstück 4 ()                                                                                       | ehemalig     | Eigenart (Alter, Größe)                   | Blattnummer: 288, Registernummer: B0545 |
| Direkt Bild zu diesem Denkmal hochladen | Maulbeerbaum (Baum)                                                       | Petkus, 2,5 km SSO Kirche, S Lochow, hinter Lagerhalle; Flur 7, Flurstück 44334 ()                                                                            | ehemalig     | Landeskundliche Bedeutung                 | Blattnummer: 279, Registernummer: B0546 |
| Direkt Bild zu diesem Denkmal hochladen | Eichenreihe (Baumreihe)                                                   | Petkus, 1,45 km SSW Ort, O Str. nach Wahlsdorf; Flur 3, Flurstück 54 ()                                                                                       | ehemalig     | Eigenart (Alter, Größe, Ausbildungsform)  | Blattnummer: 286, Registernummer: B0548 |
| Direkt Bild zu diesem Denkmal hochladen | Kiefer (Baum)                                                             | Petkus, Lochow, 0,35 km WSW Ort, Weg nach Heinsdorf; Flur 7, Flurstück 16/2, 23 ()                                                                            | ehemalig     | Eigenart (Alter, Größe)                   | Blattnummer: 294, Registernummer: B0549 |
| Direkt Bild zu diesem Denkmal hochladen | Eichen (Baumgruppe)                                                       | Petkus, Lochow, 0,5 km SSW Ort, Weg Merzdorf – Liepe; Flur 7, Flurstück 18/3, 12/1 ()                                                                         | ehemalig     | Schönheit (Landschaftsbild)               | Blattnummer: 284, Registernummer: B0551 |
| Direkt Bild zu diesem Denkmal hochladen | Eiche (Baum)                                                              | Petkus, 1,8 km S Kirche, 1 km NW Vorwerk Lochow, Waldrand O der Str. nach Wahlsdorf; Flur 7, Flurstück 24 ()                                                  | ehemalig     | Eigenart (Alter, Größe)                   | Blattnummer: 283, Registernummer: B0552 |

## Radeland

### Bäume
| Bild                                    | Bezeichnung               | Lage                                              | Beschreibung | Schutzzweck                                   | Nummer                                  |
| --------------------------------------- | ------------------------- | ------------------------------------------------- | ------------ | --------------------------------------------- | --------------------------------------- |
| Direkt Bild zu diesem Denkmal hochladen | Eiche (Baum)              | Dornswalde, N Ort; Flur 6, Flurstück 5/1 ()       | ehemalig     | Naturgeschichtliche Bedeutung                 | Blattnummer: 303, Registernummer: B0626 |
| Direkt Bild zu diesem Denkmal hochladen | Dorfeiche Radeland (Baum) | Radeland, Mitte Rundling; Flur 4, Flurstück 74 () | ehemalig     | Eigenart (Alter, Größe), Schönheit (Ortsbild) | Blattnummer: 261, Registernummer: B0865 |

## Schöbendorf

### Bäume
| Bild                                    | Bezeichnung                       | Lage | Beschreibung             | Schutzzweck                                          | Nummer                                  |
| --------------------------------------- | --------------------------------- | --- | ------------------------ | ---------------------------------------------------- | --------------------------------------- |
| Direkt Bild zu diesem Denkmal hochladen | Eiche (Baum)                      | Schöbendorf, SW Ort auf Acker; Flur 3, Flurstück 145, 163 ()                                              | ehemalig                 | Eigenart (Alter, Größe), Schönheit (Landschaftsbild) | Blattnummer: 275, Registernummer: B0231 |
| Direkt Bild zu diesem Denkmal hochladen | Eiche (Baum)                      | Schöbendorf, östlicher Ortsausgang, N Straße Schöbendorf, 2,1 km NNO; Flur 4, Flurstück 200 (hist. 91) () | ehemalig                 | Eigenart (Alter, Größe), Schönheit (Landschaftsbild) | Blattnummer: 268, Registernummer: B0709 |
| BW                                      | Stieleiche (Quercus robur) (Baum) | Schöbendorf, Schöbendorf, nord-östlicher Ortsrand; Flur 11, Flurstück 34 (52° 3′ 3,1″ N, 13° 26′ 20,2″ O) | nord-östlicher Ortsrand; | Eigenart (Alter, Größe), Schönheit (Landschaftsbild) | Blattnummer: 280, Registernummer: B0904 |

### Findlinge
| Bild | Bezeichnung | Lage | Beschreibung | Schutzzweck                                                | Nummer                                 |
| ---- | ----------- | --- | ------------ | ---------------------------------------------------------- | -------------------------------------- |
| BW   | Findling    | Schöbendorf, Merzdorf, 3 km NNO Kirche; Flur 6, Flurstück 49 (histor. 27) (52° 1′ 21,3″ N, 13° 25′ 32,8″ O) |              | Erdgeschichtliche Bedeutung, Naturgeschichtliche Bedeutung | Blattnummer: 29, Registernummer: F0580 |

### Naturdenkmal Trocken
| Bild | Bezeichnung                   | Lage                                                                                                   | Beschreibung                           | Schutzzweck                 | Nummer                                 |
| ---- | ----------------------------- | --- | -------------------------------------- | --------------------------- | -------------------------------------- |
| BW   | Picherberg (Düne, Aufschluss) | Schöbendorf, 0,5 km SSO Hauptkreuzung, Flur 10, Flurstück 95, 98, 99 (52° 2′ 55,2″ N, 13° 25′ 50,9″ O) | südlich Dorf, Sandgrube am Picherberg; | erdgeschichtliche Bedeutung | Blattnummer: 12, Registernummer: T0084 |